# Cabezón de la Sal
Cabezón de la Sal è un comune spagnolo di 8 234 abitanti situato nella comunità autonoma della Cantabria a 8 km da Santillana del Mar e a 14 da Santander. Fa parte della comarca di Saja-Nansa, nella valle del fiume Saja e formato da 7 centri abitati.
Il nome Cabezón deriva dal nome latino di un'unità di misura della quantità di sale. L'aggiunta di de la sal ("del sale") sta ad indicare una caratteristica del comune con le sue miniere di salgemma e a distinguerlo dall'altra località della Cantabria Cabezón de Liébana. Oltre che sulla produzione del sale la sua economia si basa sull'agricoltura, con la produzione di cereali e vino, sulla forestazione, sull'allevamento di bestiame e sulla produzione artigianale.

## Storia
La presenza umana nel territorio comunale risale al Paleolitico e i primi insediamenti furono di tribù iberiche. Nel corso dei secoli passò sotto il dominio dei Romani, dei Galli e dei Musulmani. La reconquista cristiana fu opera delle truppe di Alfonso il Casto e il comune passò nel 914 a Pietro I di Castiglia e poi a suo fratello Enrico II.
L'interesse per Cabezon nel medioevo fu sempre grande soprattutto per le miniere di salgemma che fornivano il sale, allora indispensabile per la conservazione degli alimenti. Il potere di sfruttamento delle miniere ed anche il possesso di terreni, acque, mulini fu dell'Abazia di Santillana. Nel XIV secolo l'Abazia di Santillana decadde e Cabezon passò in signoria della famiglia dei Mendoza. Più avanti, nel 1497, i Re Cattolici, grati per l'aiuto dei suoi cittadini nella conquista di Malaga e Granada, le diedero il titolo di Villa del Fuero Real, pur facendo parte la città della Merinidad delle Nueve Valles de las Asturias de Santillana cioè la corrispondente di una provincia.
Alla fine del XVIII secolo ebbe fine questa unione di comuni che fu il nucleo per la costituzione della provincia della Cantabria tuttora esistente.

## Monumenti e luoghi d'interesse
Palacio de la Bodega, palazzo della fine del XVIII secolo della famiglia Caballos. Iglesia de San Martin, dello stesso secolo come il Palacio de los Maces in località Carrejo dove si trova anche il Museo de naturaleza. In località Carrejo è il Museo de Mulino dove si può visitare un mulino fluviale per il mais del XVIII secolo. Altro museo è quello del Calabozo siglo XVIII, segreta del XVIII secolo che fu nei secoli XIX e XX sede comunale e carcere. Da notare il monumento agli artisti cantabrici, di stile moderno.

### Aree naturali
Degni di nota il parco "Conde de San Diego", inaugurato nel 1901, e il Parco naturale delle Sequoie del Monte Cabezón.

## Feste
La festa più importante è quella in onore di N.tra S.ra la Virgen del Campo del 15 agosto, mese in cui si effettuano le diverse feste patronali delle varie frazioni sicché quasi in ogni giorno del mese è possibile trovare qualche parrocchia in festa. La Vergine del campo è patrona del comune con San Martino e una tradizione dice che la sua immagine fu trovata fra le corna di un toro. L'11 novembre si festeggia San Martino.
Una festa non legata a ricorrenze religiose è il Dia regional de Cantabria della seconda domenica d'agosto, giorno dedicato al folclore della Cantabria con manifestazioni sportive moderne e tradizionali, esposizione di prodotti artigianali e alimentari della regione e concorso di carrozze.